# 神山エリカ
神山 エリカ（かみやま えりか、1991年11月2日 - ）は、宮城県出身のモデル、タレント。ミスヤングチャンピオン2012 セミファイナリスト、ミスFLASH2013ファイナリスト、グラビアアイドルユニット「G☆Girls」4期メンバー。

## 来歴・人物
宮城県出身。趣味はアニメ、ゲーム、天体観測、水泳、裁縫、お菓子つくり、掃除。特技は声優の声真似、野球のスコアブック。好きなスポーツは水泳。証券外務員1種の資格を持つ。
2014年10月、光文社の写真週刊誌FLASH発のグラビアアイドルユニットG☆Girlsに加入。1月17日、ミスFLASH2017グランプリ受賞。11月、自身が録音に参加したG☆Girlsの5thシングル「RAINMAKER」がリリースされた。2014年12月19日、初のイメージDVD「キュート!　神山エリカ」が発売された。
2015年3月、G☆Girls卒業。

## 出演

### イベント
- 「G☆Girls」ライブパフォーマンス（2014年～2015年）

### CM
- DMM.com「三国志戦姫【さんひめ】～乱世に舞う乙女たち」「騎馬戦」篇（2014年）

## 作品
- CD G☆Girls「RAINMAKER」（2014年11月26日発売、South to North Records）
- DVD「キュート!　神山エリカ」（2014年12月19日発売、竹書房）